# Karen Kurreck
Karen Brems Kurreck (* 13. Juni 1962 in Urbana) ist eine ehemalige US-amerikanische Radrennfahrerin.
Im Jahr 1994 wurde Karen Kurreck die erste Weltmeisterin im Einzelzeitfahren in Catania. Bei den nationalen Meisterschaften in dieser Disziplin belegte sie dreimal den zweiten Platz.
1992 gewann Karen Kurreck Rund um den Henninger Turm. Bei den Olympischen Spielen 2000 in Sydney belegte sie im Einzelzeitfahren den 16. Platz.